# Carlos Puebla
Carlos Manuel Puebla (1917 - 1989) fou un cantautor cubà, conegut com a «el cantor de la revolució», perquè es va dedicar a fer servir la seva habilitat musical per la difusió dels valors de la Revolució Cubana, de la qual va cantar els fets més rellevants, i per ser el cronista dels canvis ocorreguts a Cuba des del 1959.

## Discografia

### Àlbums d'estudi
- Y diez años van (1969)

### EP
- Ojo con la CIA / Todos los caminos (1971)

### Col·lectius
- Saludo cubano (1971)

### Obra pòstuma
- Cantarte Comandante (1997)
- La novia del feeling (1997)
- Toda una vida (1997)
- Hasta siempre (1998)
- Dos voces de América en un canto a Cuba (1999)
- Soy del pueblo (1999)
- Mis cincuenta preferidas. Vol. III (2001)
- El gran tesoro de la música cubana. Vol. IV (2004)
- Rebeldes (2004)

#### Col·lectius
- ¡El Che vive! (1997)